# Wolfgang Wienand
Wolfgang Wienand (ur. 22 lutego 1972 w Kolonii) – niemiecki florecista, brązowy medalista mistrzostw świata.
W 1989 roku zdobył indywidualnie złoty medal na mistrzostwach świata kadetów w Lizbonie. Trzy lata później zdobył brązowy medal na mistrzostwach świata juniorów w Genui.
Podczas mistrzostw świata w Seulu w 1999 roku wywalczył brązowy medal w turnieju indywidualnym. Wyprzedzili go jedynie Ukrainiec Serhij Hołubycki i Włoch Matteo Zennaro. Był też między innymi piąty na mistrzostwach świata w La Chaux-de-Fonds w 1998 roku.
Wystartował na igrzyskach olimpijskich w Atlancie w 1996 roku, gdzie w turnieju indywidualnym był czwarty. Walkę o brązowy medal przegrał z Francuzem Franckiem Boidinem 11:15. W zawodach drużynowych był tam szósty. Na rozgrywanych cztery lata później igrzyskach olimpijskich w Sydney był szósty drużynowo, a indywidualnie zajął 18. miejsce. 
Ponadto zdobył srebrny medal indywidualnie i złoty drużynowo na mistrzostwach Europy w Płowdiwie (1998).